# 瑞達爾
瑞達爾（波斯語：‎） 是伊朗荷姆茲甘省哈米爾縣的首府。根據伊朗官方於2016年所做的人口普查的數據顯示：居住於瑞達爾的總人口數量為6558人。